# Napeogenes anteella
Napeogenes anteella är en fjärilsart som beskrevs av Embrik Strand 1912. Napeogenes anteella ingår i släktet Napeogenes och familjen praktfjärilar. Inga underarter finns listade i Catalogue of Life.